# Alberni Valley Times
Die Alberni Valley Times war eine kanadische Tageszeitung, die wochentags in Port Alberni, auf Vancouver Island und in British Columbia erschien. Eigentümer der Zeitung war zuletzt das Unternehmen Black Press, das auf der Insel auch die Nanaimo Daily News (bis Januar 2016) herausgab und einige Wochenzeitungen immer noch herausgibt.

## Geschichte
Die Alberni Valley Times wurde erstmals 1967 herausgegeben und entstand aus einer Zusammenführung der West Coast Advocate (seit 1931) und der Twin Cities Times (seit 1948). Die Zeitung erschien somit erstmals, kurz bevor die ehemals selbstständigen Gemeinden Alberni und Port Alberni zu einer Stadt zusammengeschlossen wurden. Bis zum 28. September 1970 erschien die Zeitung zweimal pro Woche, dann wurde der Rhythmus auf fünfmal pro Woche ausgeweitet und das Format geändert. Sie erreichte eine tägliche Auflage von etwas über 8100 Exemplaren.
Die Alberni Valley Times war zunächst Bestandteil von David Radlers „Sterling Newspapers“, einer Zeitungskette in den 1970er-Jahren, und wurde dann als Teil der „Southam“-Zeitungskette, als Radler und Conrad Black die Southam in die Holding Hollinger Inc. integrierte. Diese Kette war damals im Besitz des marktbeherrschenden Zeitungsverlegers in British Columbia, Bestandteile waren auch die Nanaimo Daily News, die Times Colonist sowie mehrere Wochenzeitungen.
Zusammen mit dem Rest von Southam, ging der Besitz der Vancouver Island-Zeitungen im Jahr 2000 an das Unternehmen Canwest über. Ab dem 10. September 2001 wurde die Zeitung nicht mehr in Port Alberni, sondern in Nanaimo gedruckt. Im Jahr 2010 folgte der nächste Eigentümerwechsel, es übernahm das Unternehmen Postmedia Network im Jahr 2010.
Postmedia wiederum verkaufte ihre Anteile an den Zeitungen in Vancouver Island und den Wochenzeitungen auf dem Lower Mainland im Jahr 2011 an Glacier Media für $86.5 Millionen. Im Jahr 2015, verkaufte Glacier Media alle ihre Zeitungen auf Vancouver Island, mit Ausnahme der Times Colonist an das Unternehmen Black Press. Am 9. Oktober 2015 wurde das Blatt eingestellt. Die Auflagenhöhe der Zeitung war in den letzten Wochen vor der Schließung 2500 bis 3000 Exemplare pro Tag, hinzu kamen 8400 Exemplare der jeden Donnerstag erscheinenden kostlosen Wochenausgabe.